# Hermann Grotefend
Hermann Grotefend (Hannover, 1845 – Schwerin, 1931) è stato uno storico tedesco.
Fu archivista di Aurich e Francoforte, quindi assunse la direzione dell'archivio di Schwerin (1887). Nel 1891 redasse un manuale cronologico di storia tedesca.